# Sizaire-Naudin

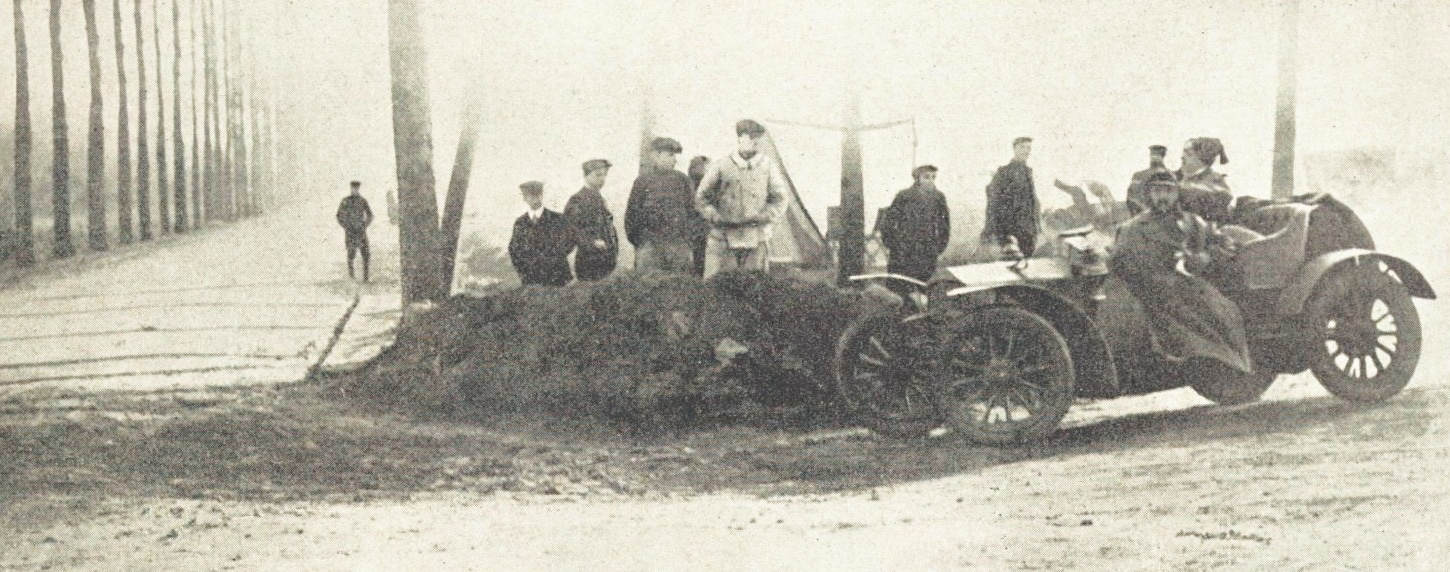
Georges Sizaire, vainqueur de la première Coupe des Voiturettes en 1906 (virage de Saint-Arnould à Rambouillet).

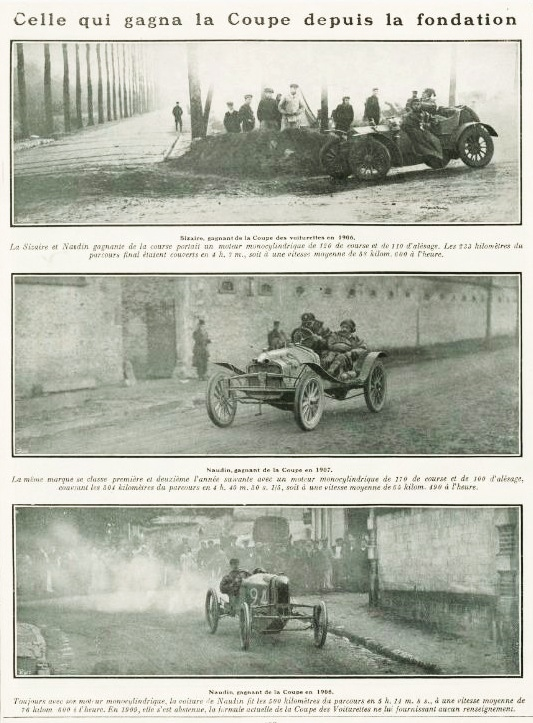
Vainqueurs de la Coupe des Voiturettes en 1906, 1907 et 1908.

Sizaire-Naudin est un constructeur automobile français.

## Histoire
Maurice Sizaire est né en 1877 et décédé en 1969.
Un ami de la famille, Louis Naudin (1876-1913), vient aider Maurice à construire leur première voiture, vers 1900.
L'usine se trouvait  d'abort à Courbevoie, au 52 rue Victor-Hugo, puis dans le XVe arrondissement de Paris, 77 rue de Lourmel.
Georges Sizaire (1880-1924), le jeune frère de Maurice, et Naudin ont participé à de nombreuses épreuves de courses automobiles, au début du XXe siècle, notamment au XIIe Grand Prix de l'ACF en 1912 avec trois véhicules, entre les mains de G. Sizaire (abandon au 17e des 20 tours), de Thomas Schweitzer, et de Naudin, pour la dernière compétition de la marque.
Sizaire-Naudin de 1909 
En 1912 toujours, à la suite d'une mésentente avec l'un de leurs investisseurs, les deux frères Sizaire quittent leur compagnie, pour en fonder une nouvelle à Londres l'année suivante, la Sizaire-Berwick, avec le concours de l'importateur sur place pour Corre La Licorne, Frederick William Berwick. Elle restera en activité jusqu'en 1927, à Courbevoie et Park Royal.
Après la guerre, l'ancienne compagnie française redémarre quant à elle sous le nom de Société des nouveaux établissements Sizaire et Naudin, puis elle disparaît en 1921, malgré une réapparition furtive en course la même année dans la Coupe des Voiturettes du Mans. Au Mondial de l'automobile de Paris en 1919, une Torpédo type D 2.3L. quatre places a pourtant été présentée au public.

## Galerie d'images

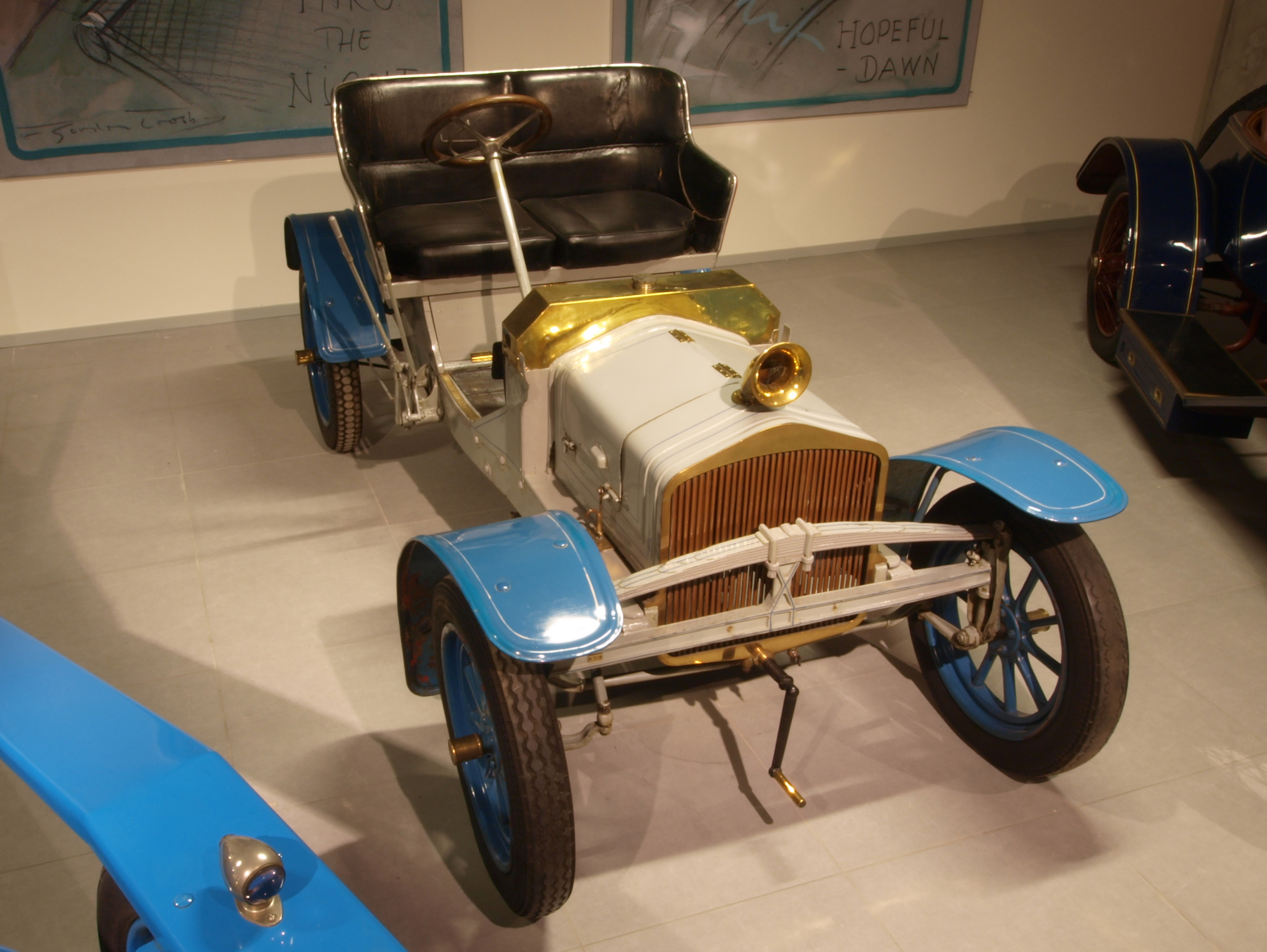
Une Sizaire-Naudin de 1906.
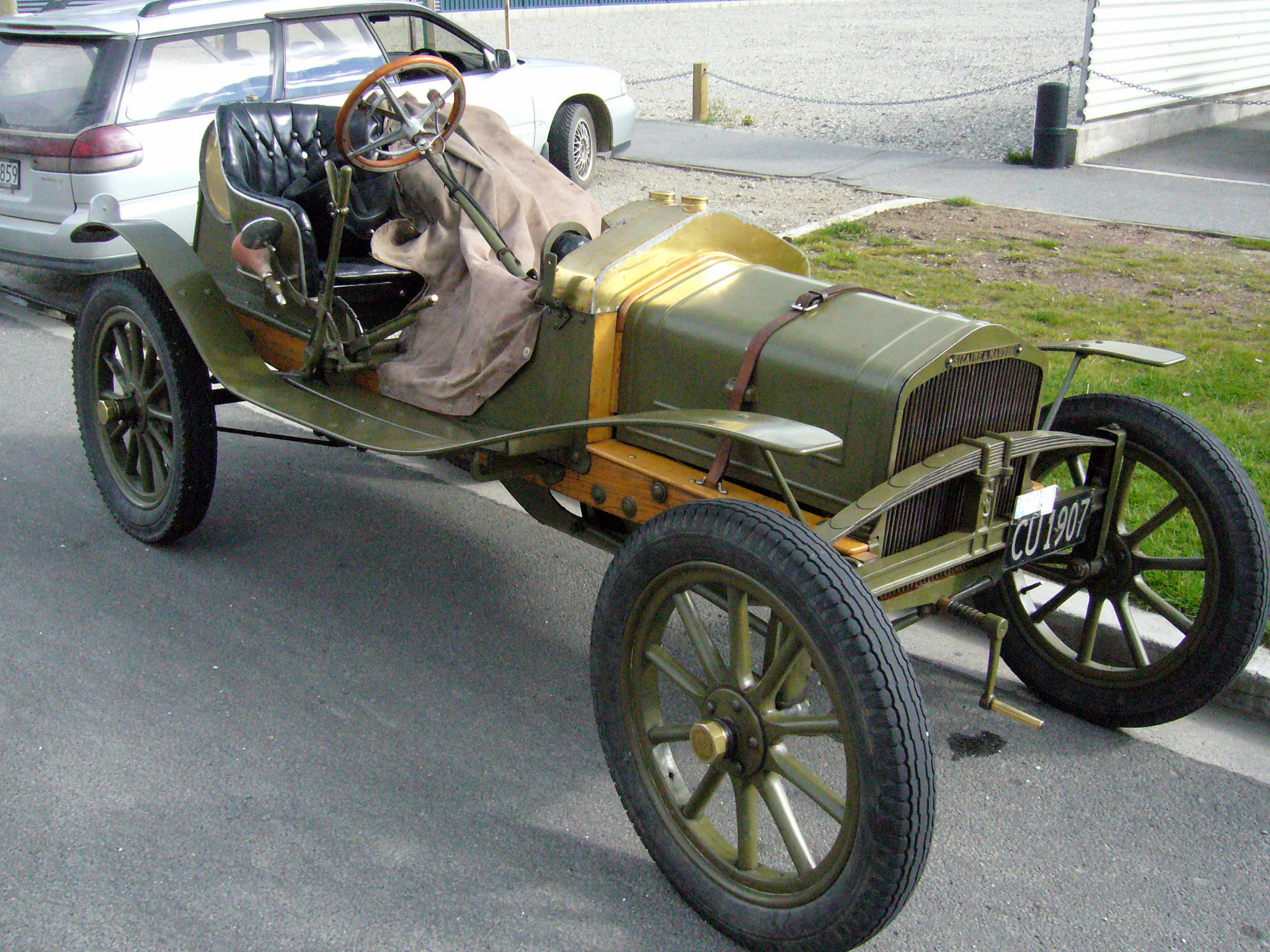
Une Sizaire-Naudin de 1907.
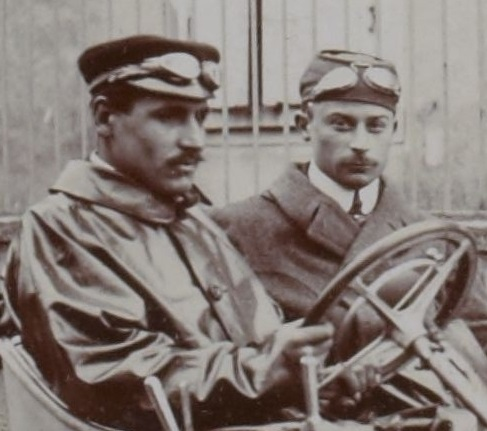
Sizaire et Naudin (au volant), lors du kilomètre de Dourdan (octobre 1906).
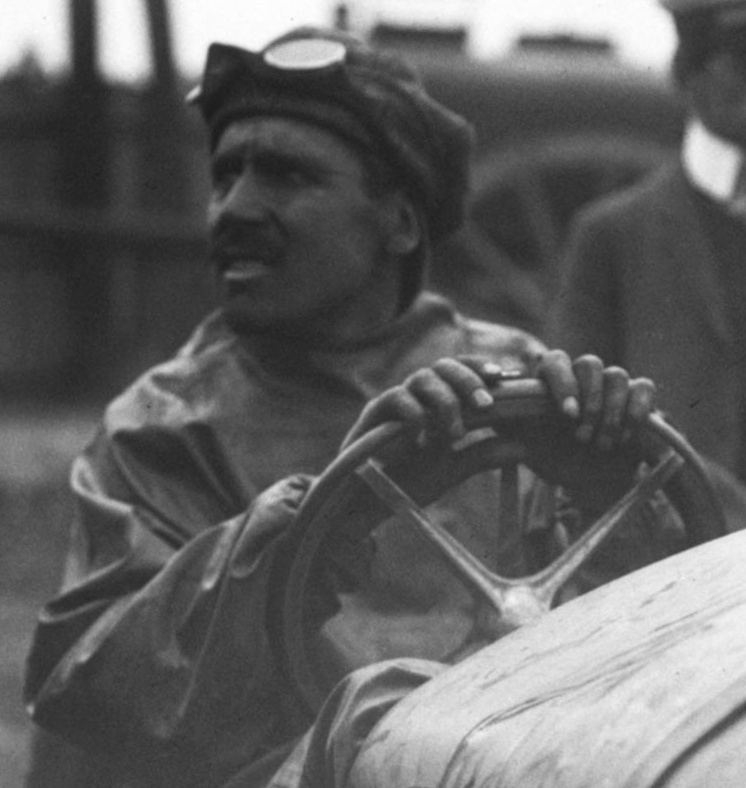
Louis Naudin après l'épreuve de Dieppe (1908, 2e derrière Guyot).

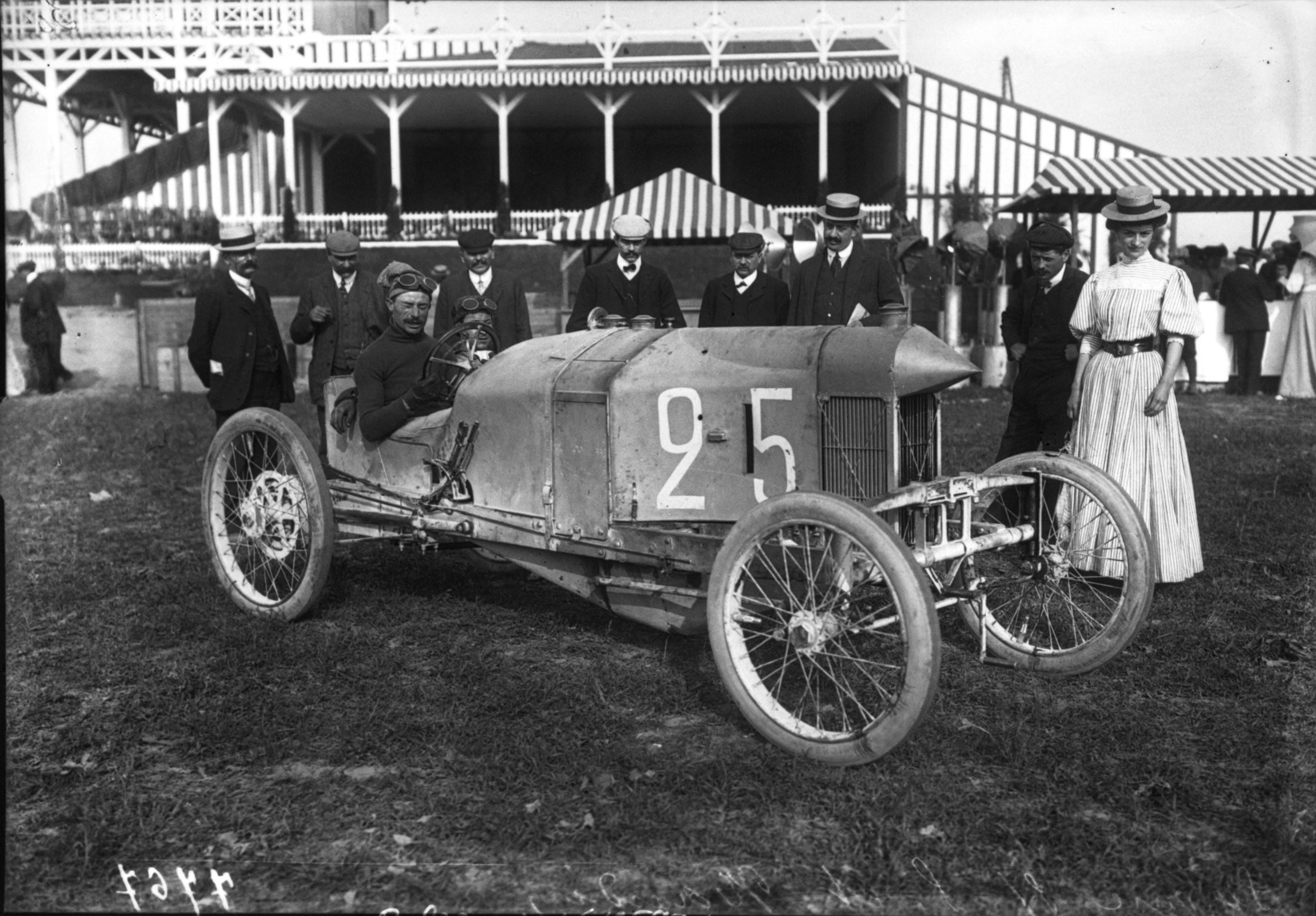
Georges Sizaire, toujours au GP des voiturettes de Dieppe en 1908.
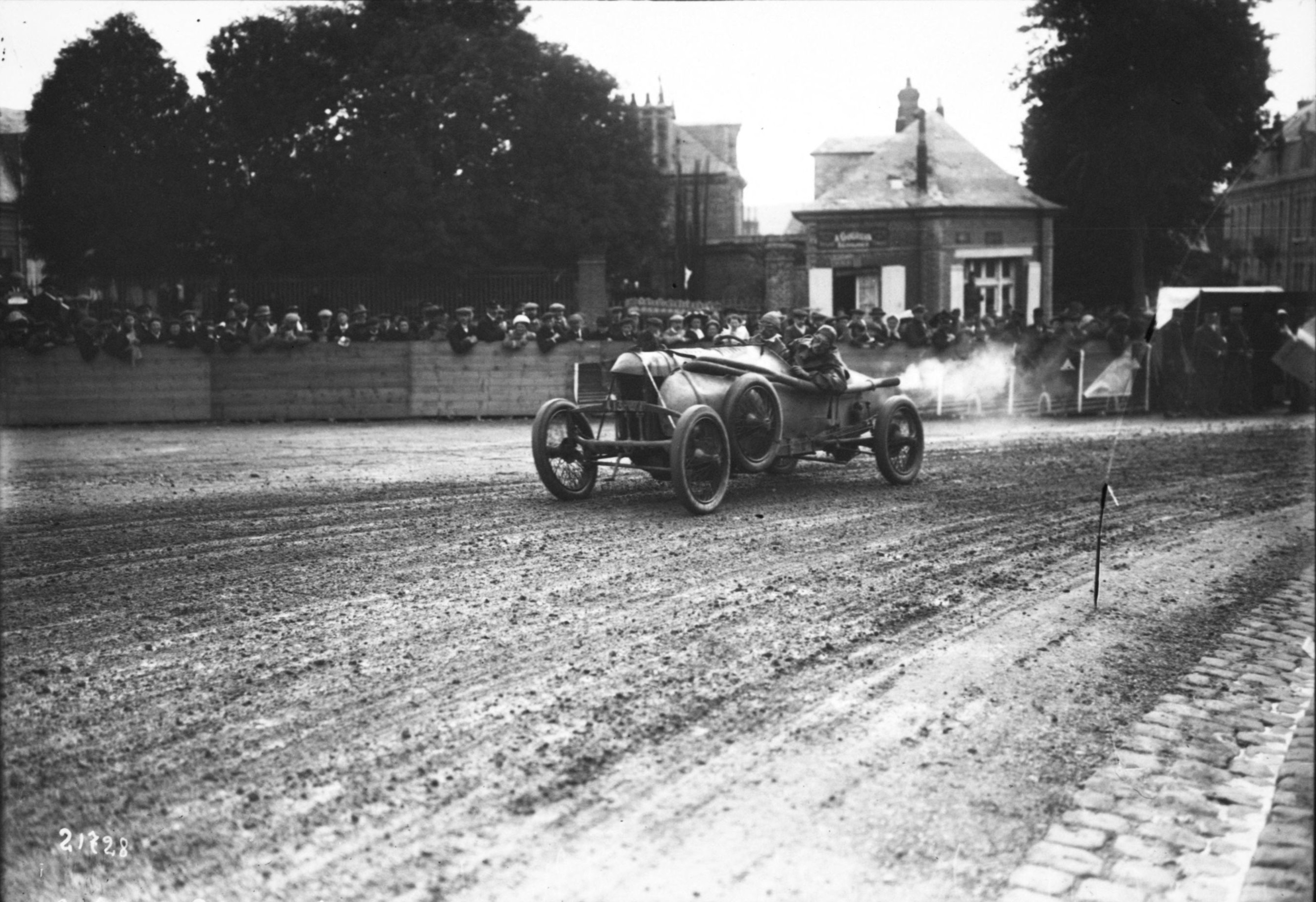
Sizaire au GP de France en 1912, également organisé à Dieppe.
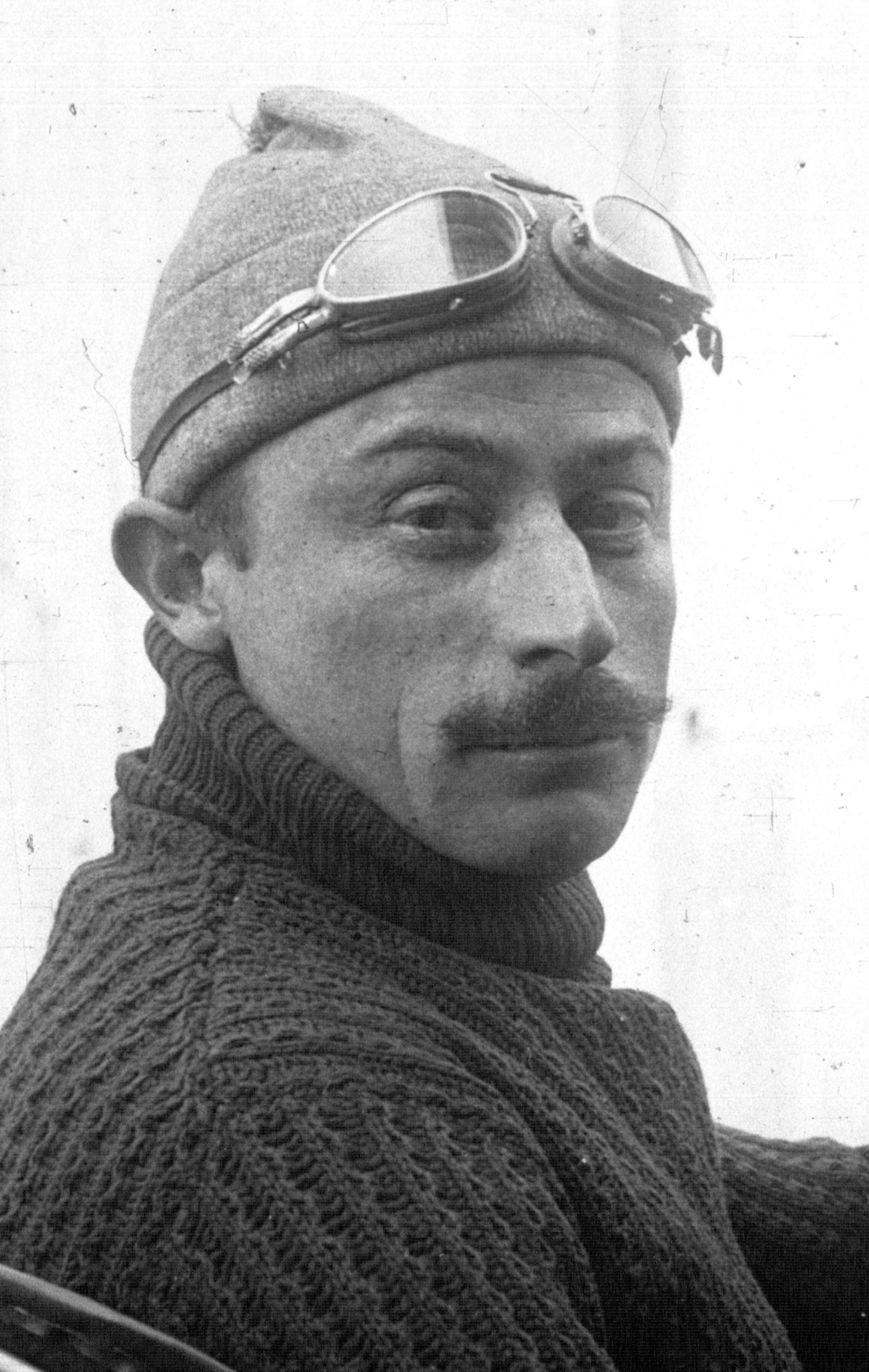
Sizaire lors de la même épreuve de 1912.
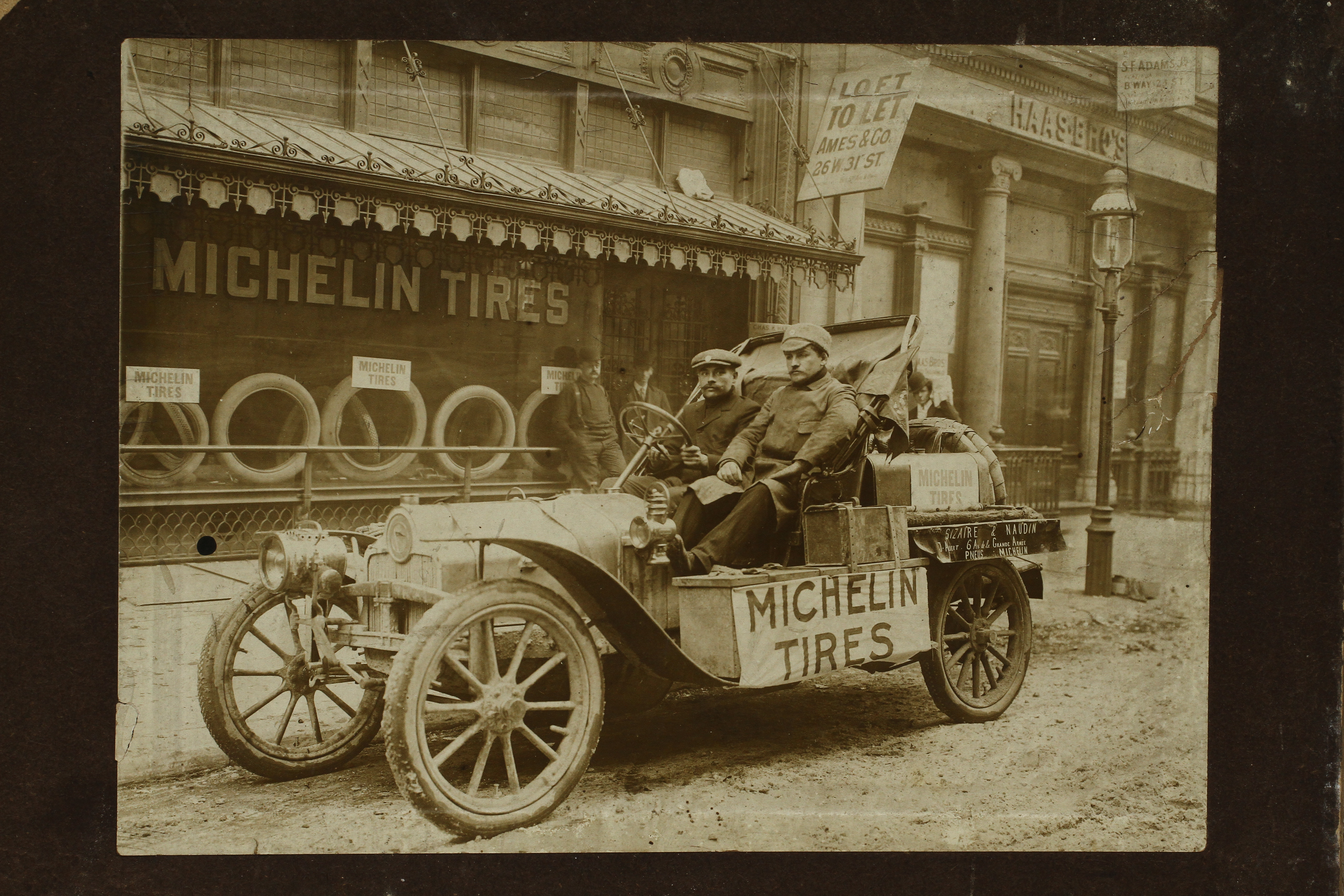
Sizaire & Naudin dans la course New York Paris 1908